# Роберт Річардсон
Роберт Річардсон (англ. Robert Richardson; нар. 27 серпня 1955, Хянніс, штат Массачусетс, США) — американський кінооператор. Лауреат трьох премій «Оскар» за роботи над фільмами: "JFK: Постріли в Далласі", "Авіатор" і "Хранитель часу". 
За чутками, Квентін Тарантіно вмовив його працювати над фільмами "Вбити Білла", після того як надіслав Річардсону букет на День святого Валентина[джерело?].

## Фільмографія
- 1981 — Відроджений / Reborn
- 1986 — Сальвадор / Salvador
- 1986 — Взвод / Platoon
- 1987 — Волл-стріт / Wall Street
- 1987 — Чуваки / Dudes
- 1988 — Восьмеро виходять з гри / Eight Men Out
- 1988 — Радіорозмови / Talk Radio
- 1989 — Народжений четвертого липня / Born on the Fourth of July
- 1991 — The Doors / The Doors
- 1991 — Джон Ф. Кеннеді. Постріли в Далласі / JFK
- 1992 — Декілька хороших хлопців / A Few Good Men
- 1993 — Небеса і земля / Heaven & Earth
- 1994 — Природжені вбивці / Natural Born Killers
- 1995 — Ніксон / Nixon
- 1995 — Казино / Casino
- 1997 — Поворот / U Turn
- 1997 — Хвіст виляє собакою / Wag the Dog
- 1998 — Заклинач коней / The Horse Whisperer
- 1999 — Сніг на кедрах / Snow Falling on Cedars
- 1999 — Воскрешаючи мерців / Bringing Out the Dead
- 2002 — Чотири пера / The Four Feathers
- 2003 — Вбити Білла. Фільм 1 / Kill Bill: Volume 1
- 2004 — Вбити Білла. Фільм 2 / Kill Bill: Volume 2
- 2004 — Авіатор / The Aviator
- 2006 — Хибна спокуса / The Good Shepherd
- 2009 — Безславні виродки / Inglourious Basterds
- 2010 — Острів проклятих / Shutter Island
- 2010 — Їсти молитися кохати / Eat Pray Love
- 2011 — Хранитель часу / Hugo
- 2012 — Джанго вільний / Django Unchained
- 2013 — Світова війна Z / World War Z
- 2015 — Мерзенна вісімка / The Hateful Eight
- 2016 — Закон ночі / Live by Night
- 2017 — Дихай / Breathe
- 2018 — У полоні стихії / Adrift
- 2018 — Приватна війна / A Private War
- 2019 — Одного разу... в Голлівуді / Once Upon a Time... in Hollywood
- 2021 — Веном 2: Карнаж / Venom: Let There Be Carnage
- 2022 — Звільнення / Emancipation
- 2023 — Air Jordan / Air Jordan
- 2023 — Праведник 3 / The Equalizer 3
- 2026 — Медден / Madden